# Michael Rich
Michael Rich (nascido em 23 de setembro de 1969) é um ex-ciclista profissional alemão, que ganhou a medalha de ouro competindo por seu país no contrarrelógio por equipes (100 km) nos Jogos Olímpicos de Barcelona 1992, na Espanha. Seus companheiros de equipe foram Christian Meyer, Bernd Dittert e Uwe Peschel.
Rich é mais famoso por suas participações em contrarrelógio individual nas Grandes Voltas (Tour de France, Giro d'Italia e Volta a Espanha). É pai de dois filhos.
Rich se retirou do mundo ciclismo em 2006.